# Писсаладьер
Писсаладьер (от фр. pissaladière, диалект Ниццы pissaladina, итал. pissalandrea, лигурийский piscialandrea) — открытый пирог на основе дрожжевого теста, происходящий из Лигурии (в частности, Генуи). Его часто сравнивают с пиццей, называя даже «генуэзской пиццей». Это блюдо распространено по всей географической и этнокультурной Лигурии, то есть между реками Магра и Вар. Также типичен для юго-востока Франции, например, Ниццы. После присоединения графства Ницца к Франции, кухня Ниццы была присоединена к французской кухне, поэтому ныне многие лигурийские блюда были снабжены французским «лейблом».

## Этимология
Этимология слова, по-видимому, происходит от латинского piscis («рыба»), которое, в свою очередь, произошло от pissalat (писсала), названия соуса или пасты из анчоусов (via peis salat — «солёная рыба» на древних лигурийских языках и в Niçard, диалекте Ниццы). По другой версии, слово Pissalandrea происходит от итальянского Pizza all’Andrea или Pizza d’Andrea. Пирог был впервые приготовлен примерно в конце XV века, его называли «пиццей д’Андреа» в честь адмирала Андреа Дориа, в то время ведущего политика Генуэзской республики.

## Приготовление
Дрожжевое тесто для пирога писсаладьер (как для фокачча) обычно толще, чем у классической пиццы Маргарита, а традиционная начинка обычно состоит из карамелизированного, тушёного в оливковом масле лука, чёрных оливок и анчоусов (иногда также готовится с писсалатом (pissalat или pissala), разновидностью пасты или соуса из анчоусов). Лук тушат с чёрным перцем, тимьяном, иногда с помидорами. Анчоусы используются консервированные в масле, их промывают, разрезают вдоль и укладывают сверху на слой лука, формируя узор-сеточку. Между тушками анчоусов помещают маслины.